# Salima Ghezali

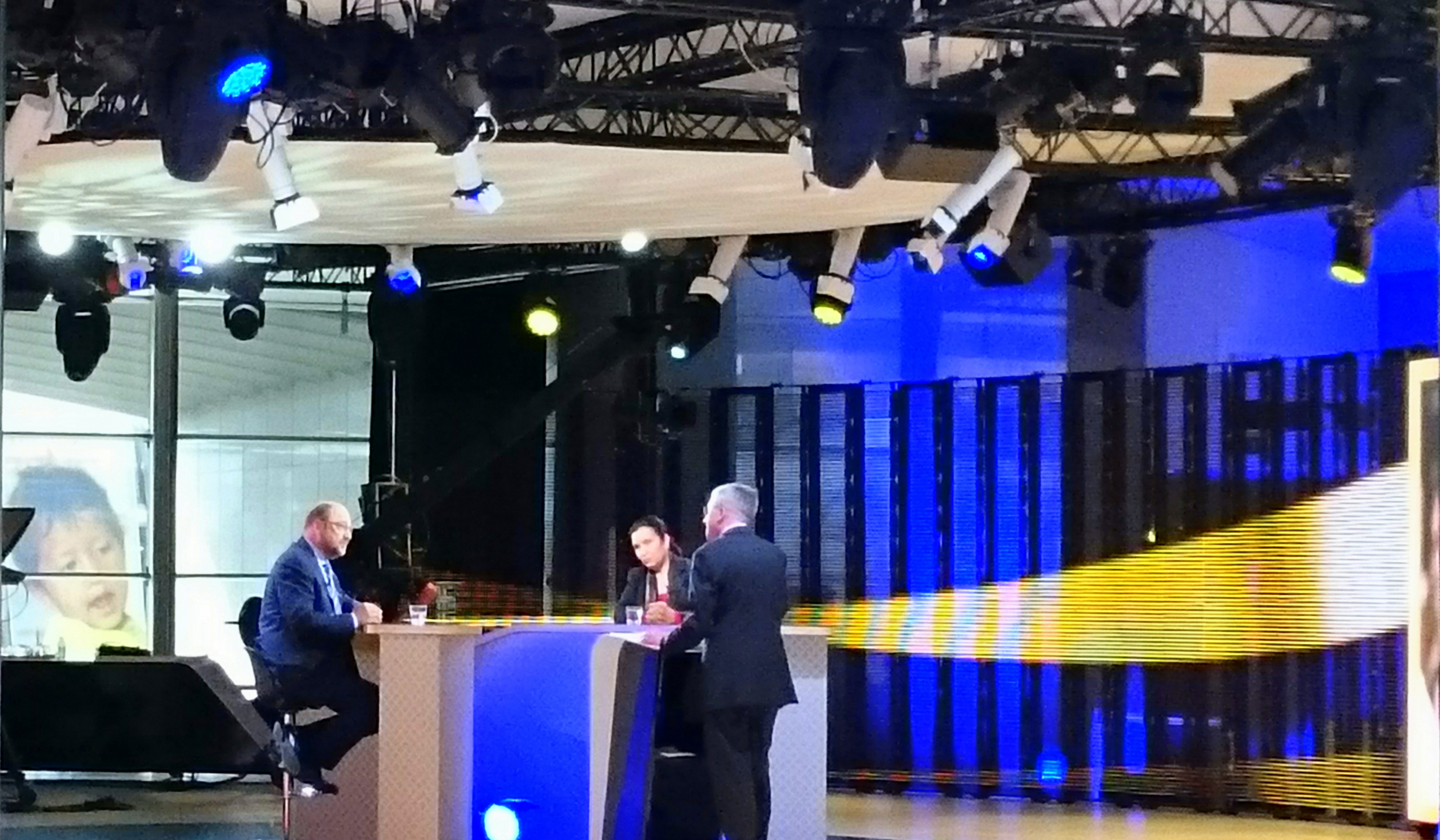
Salima Ghezali, interviewée lors de l'émission Le Bar de l'Europe de TV5 Monde, au Parlement européen de Bruxelles.

Salima Ghezali (en kabyle : Salima Ɣezali) est une femme politique et journaliste-écrivain algérienne, née en 1958 à Bouira en Algérie. Elle est député du Front des forces socialistes (FFS) de 2017 à 2019.

## Biographie

### Carrière de journaliste
Membre fondatrice de Femmes d'Europe et du Maghreb, présidente de l'association pour l'émancipation de la femme, rédactrice en chef du magazine féminin NYSSA, qu'elle a fondé, et éditrice de l'hebdomadaire francophone La Nation, Salima Ghezali est une militante des droits de la femme puis des droits de l'homme et de la démocratie en Algérie.
Sa position pour la liberté d'expression l'expose aux tirs croisés des autorités algériennes et des extrémistes islamistes, en particulier pendant la guerre civile algérienne où elle prône une solution pacifique et démocratique. 
En 1996, au moment où son journal La Nation fut interdit, Salima Ghezali écrivit : « Il faut rappeler les principes qui constituent les fondements de la société humaine et faire régner la vigilance. C'est la meilleure manière de faire en sorte que la civilisation triomphe de la barbarie. ,»

### Carrière politique
Elle entre au cabinet de Hocine Aït Ahmed au titre de conseillère politique et diplomatique en 2000. 
En 2017, elle est tête de liste du FFS à Alger pour les législatives de mai 2017,. Grâce à sa victoire à ces élections, elle est élue députée en mai 2017.
En août 2018, elle publie une tribune dans le site TSA (Tout Sur l'Algérie) dans laquelle elle interpelle le chef d’État-major de l’armée algérienne Ahmed Gaïd Salah. À la suite de cette tribune, le 6 octobre 2018, elle est convoquée devant la commission de discipline (commission de « règlement des conflits ») du FFS. Elle reçoit le soutien de Jugurtha Aït Ahmed, fils de Hocine Aït Ahmed (chef historique du parti).
Le 14 octobre 2018, la commission nationale de médiation et de règlement des conflits du FFS annonce qu'elle radie Salima Ghezali,. Le 23 septembre, elle démissionne de son mandat de députée.

## Prix et distinctions
Salima Ghezali est lauréate de nombreuses distinctions et prix internationaux :
- Docteur Honoris Causa de l’Université de Lettres et de Philosophie de Laquila (Italie 1999)[14].
- Prix Sakharov du Parlement européen (1997)[15].
- Prix Olof Palm ( Suède 1997) [16].
- Prix du Club de la Presse ( Madrid 1995)[17].
- Rédacteur en chef de l’année ( New york 1996)[18].
- Prix Theodor-Haecker pour le courage civique et la sincérité politique (Esslingen am Neckar, Allemagne 1999)[19],[20].

## Travaux et publications
- 2009 : auteure du livre Jours intranquilles en collaboration avec Bruno Boudjelal.
- 1999 : Roman  Les Amants de Shehrezade[21].